# Midnight at the Magnolia (filme)
Midnight at the Magnolia (bra: Sintonizados no Amor; prt: Um Beijo à Meia-Noite) é um filme de comédia romântica natalina dirigido por Max McGuire e escrito por Carley Smale. O filme foi produzido pela Neshama Entertainment no Canadá em 2020 e estreou na Netflix no dia 05 de novembro do mesmo ano.

## Premissa
Maggie e Jack são amigos de infância e agora, adultos, dão conselhos sobre namoro em seu popular programa de rádio local na cidade de Chicago. Eles possuem relacionamentos que não tem futuro, e quando surge uma proposta do programa deles estarem para todo o país eles ficam super contentes. O problema é que ao ouvirem as histórias deles na rádio, é sugerido a eles que justamente apresente seus namorados a família na noite de ano novo. Até que eles pensam que poderiam fingir que estão juntos e assim garantir a audiência do programa. O problema é que todo mundo já estava esperando por isso e ficam super felizes com a novidade. Claro que vai acontecer alguma coisa por causa disso…

## Elenco
- Natalie Hall como Maggie Quinn
- Evan Williams como Jack Russo
- Alison Brooks como Deb Clarkson
- Steve Cumyn como Steve Quinn
- Peter Michael Dillon como Judd Crawford
- Hannah Gordon como Bianca Bell
- Susan Hamann como Bev Russo
- Victoria Maria como Amanda
- Dane O'Connor como Cody
- Olivier Renaud como Hunter
- Michael Gordin Shore como Martin Russo
- Matthew Stefiuk como Matt
- Sean Williams como Sebastian
- John Andrews como convidado da festa
- Eldon Hunter como convidado da festa

## Produção
As filmagens do filme aconteceram em Ottawa, no Canadá, em janeiro de 2020, antes da pandemia de COVID-19.

## Distribuição
O filme está disponível na Netflix desde 05 de novembro de 2020.

## Recepção
De acordo com o Streamings Brasil, "alguns usuários classificaram o filme como 'água com açúcar'", mas "a trilha sonora e o ritmo divertido são os pontos fortes" da história. Além disso, conforme o IMDb, Midnight at the Magnolia ganha 5+,9 de 10 estrelas – valor bem abaixo se comparado a outras comédias românticas.